# MON 810

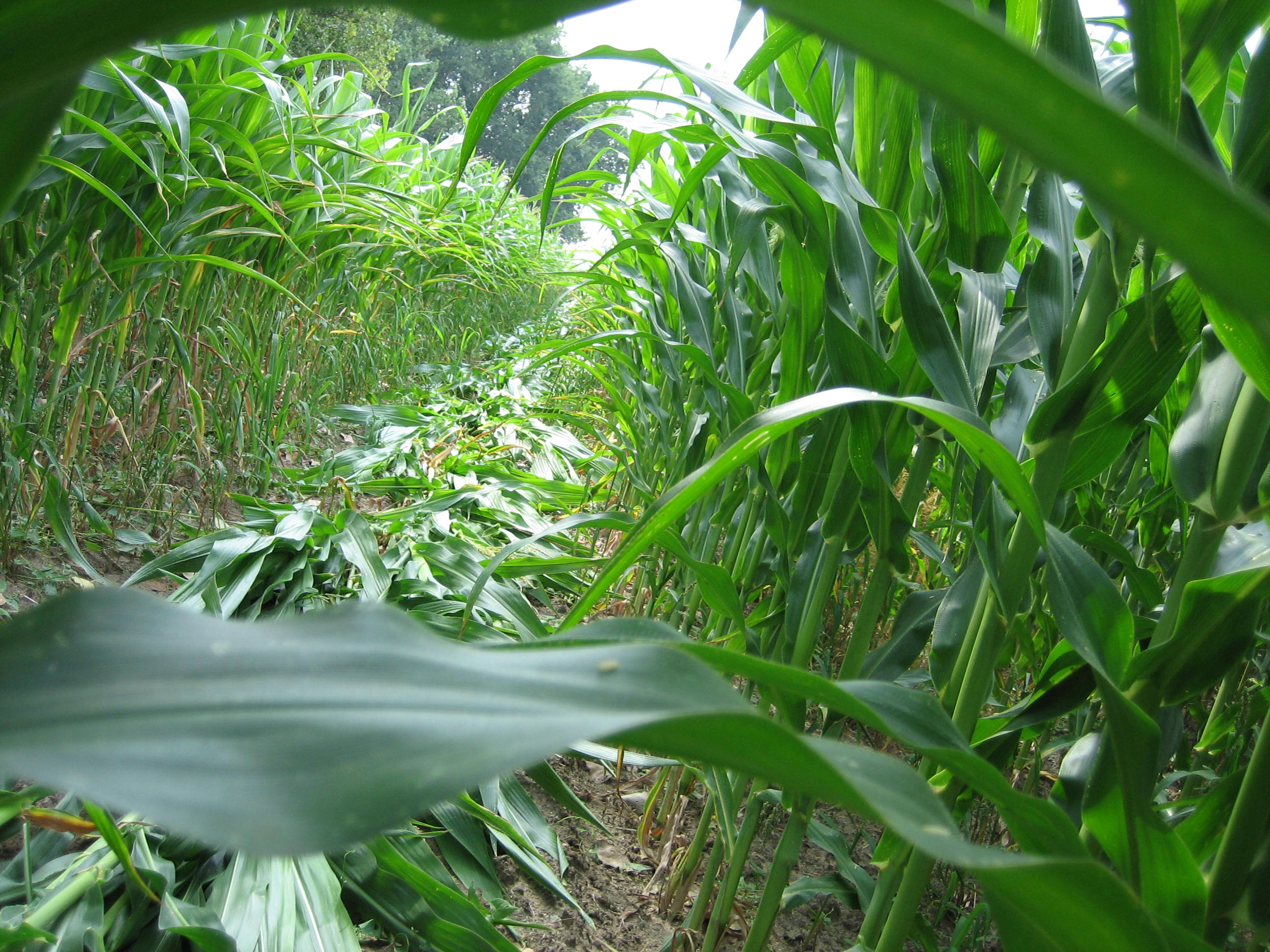
Coltivazione di mais MON 810 danneggiata da attivisti anti-OGM

Il mais MON 810 è un mais OGM il cui uso è diffuso in tutto il mondo. Si tratta di una linea di Zea mays geneticamente modificata prodotta dalla società Monsanto Company con la capacità di combattere la perdita di raccolto causata dagli insetti. 

## Proprietà
La capacità della pianta di difendersi dagli attacchi degli insetti è dovuta a un gene inserito nel suo DNA, che gli permette di produrre una proteina che danneggia gli insetti che cercano di nutrirsene. Il gene inserito, tratto dal Bacillus thuringiensis, produce la Delta-endotossina (o tossina Bt), sostanza innocua per l'uomo ma velenosa per gli insetti dell'ordine dei Lepidotteri, tra cui la Piralide del mais europea.
Per queste ragioni, le piante geneticamente modificate con la delta-endotossina vengono coltivate su larga scala in tutto il mondo.
La trasformazione della linea di mais della Monsanto MON 810 è dovuta all'utilizzo, su un'altra linea di mais, di un plasmide, il PV-ZMCT01.
In seguito alla trasformazione, il gene diviene in grado di codificare la delta-endotossina, tossina molto potente, in grado di provocare lesioni nella membrana cellulare dei parassiti, portandoli alla morte. Si tratta di una tossina in grado di legarsi a determinati siti localizzati sul corpo degli insetti, la cu azione, però, è molto specifica, potendo attaccare esclusivamente gli insetti dell'ordine dei Lepidotteri.

## Uso autorizzato

### Unione europea
L'uso è stato approvato nell'Unione europea dal 1998.
Da allora sei paesi hanno iniziato a coltivarlo mentre sei paesi (Austria, Ungheria, Grecia, Francia, Lussemburgo e Germania) ne hanno vietata la coltivazione (ma senza proibirne le importazioni), in una disposizione temporanea di emergenza nota come clausola di salvaguardia, a causa delle preoccupazioni legate ai possibili danni ambientali.

#### Italia
In Italia ne è stata dichiarata illegale la coltivazione il 12 luglio 2013, in seguito a un decreto firmato dai ministri delle Politiche agricole (Nunzia De Girolamo), dell'Ambiente (Andrea Orlando) e della Salute (Beatrice Lorenzin). 
L'emanazione del decreto interministeriale ha spinto un agricoltore friulano, Giorgio Fidenato, sostenitore delle colture di mais geneticamente modificato, a intentare la via giudiziaria. Il 6 febbraio 2015, il Consiglio di Stato ha respinto il ricorso, ribadendo la liceità del divieto italiano di qualsiasi coltivazione di piante e raccolti OGM. La vertenza è stata portata avanti alla Corte di giustizia europea, che, decidendo sul ricorso di Fidenato, il 13 settembre 2017 ha pronunciato una sentenza in cui viene censurato come ingiustificato il divieto di coltivazione del mais MON 810 sancito dal decreto interministeriale del 12 luglio 2013.

### Situazione mondiale
Oltre che nell'Unione europea, l'OGM MON 810 è stato approvato per l'uso anche in Argentina, in Australia, in Brasile, in Canada, in Cina, in Colombia, in Giappone, in Corea del Nord, in Messico, nelle Filippine, nel Sudafrica, in Svizzera, nella Corea del Sud, in Taiwan, negli Stati Uniti d'America e in Uruguay.